# Pizza Connection (Computerspiel)
Pizza Connection ist ein Computerspiel des deutschen Entwicklers Cybernetic Corporation für Amiga und PC, das 1994 von Software 2000 veröffentlicht wurde. Es gehört zum Genre der Wirtschaftssimulation und hat zum Ziel eine europaweite Pizzerien-Kette aufzubauen.
Das Spiel zeichnet sich durch seine stark stilisierte Comicgrafik und einen skurrilen Humor aus. Verschiedene Figuren wurden beispielsweise Prominenten nachempfunden, wie Thomas Gottschalk, Sylvester Stallone, Leonard Nemoy, Erich Honecker und Rudi Carrell.

## Entwicklung
Im englischsprachigen Raum wurde Pizza Connection durch MicroProse unter dem Titel Pizza Tycoon veröffentlicht. Diese Version unterscheidet sich vor allem dadurch, dass einige nordamerikanischen Städte als mögliche Standorte hinzugefügt wurden, während Moskau wegfiel.
2017 wurde Pizza Connection zusammen mit seinem Nachfolger bei GOG.com digital wiederveröffentlicht.

## Spielprinzip
Zu Spielbeginn wählen bis zu acht Spieler eine von 100 Spielfiguren, der über unterschiedliche Werte in Eigenschaften wie Alter, Intelligenz, Beliebtheit und Vermögen verfügen. Nehmen weniger als acht menschliche Spieler teil, übernimmt der Computer die verbleibenden Plätze.
Die Spieler wählen eine von zehn europäischen Hauptstädten aus, in welchen sie in verschiedenen Bezirken nach Geschäftsräumen suchen, um darin eine Pizzeria zu eröffnen. Die Einrichtung, das Dekor und die Speisekarte können selbst gestaltet werden. Außerdem müssen Personal eingestellt, Zutaten beschafft und Werbung geschaltet werden. All diese Faktoren sollten an die Kundschaft angepasst werden, die sich je nach Standort unterschiedlich zusammensetzt.
Neben der wirtschaftlichen Expansion, versuchen die Spieler Ansehen in der Welt zu erlangen. Dieses gliedert sich in öffentliche Bekanntheit sowie den Ruf in der Unterwelt. Bekanntheit wird durch erfolgreiche Geschäftstätigkeit erreicht, während das Ansehen in der Unterwelt von erfolgreich ausgeführten Aufträgen, verbüßter Haftzeit und Sabotage der Konkurrenz abhängt. Je stärker der Spieler sich in derartige Geschäfte verwickelt, desto eher fordert die Unterwelt jedoch Schutzgelder ein. Im Gegenzug eröffnen sich auch Verdienstmöglichkeiten wie Geldwäsche und Waffenhandel. Um sich selbst Probleme vom Hals zu halten, können Bürgermeister und Polizei bestochen werden, welche helfen Angriffe gegen die eigenen Betriebe zu verhindern.
Im fortgeschrittenen Spielverlauf kann das Tagesgeschäft einzelner Lokale an Manager übergeben werden, die je nach Kompetenzniveau unterschiedlich viel kosten, sodass die Spieler sich auf die Erschließung neuer Standorte und den Umgang mit Politik und Unterwelt konzentrieren können.
Neben dem freien Modus bietet das Spiel auch verschiedene Szenarien für die spielbaren Figuren, mit der Aufgabe, deren humoristisch verfremdeten Lebenslauf möglichst gut nachzuspielen.

## Rezeption
Pizza Connection erhielt vorwiegend gute Kritiken und wurde vor allem für seine Ästhetik gelobt. Sowohl die Comicgrafik, welche mit Mad und Theme Park verglichen wurde, als auch der Soundtrack ließen die Spieler gut in die etwas surreale Welt des Spiels eintauchen. Auch die Vielschichtigkeit der Spielemechaniken wurde gelobt und mit zeitgenössischen Fussballmanager-Spielen verglichen. Insbesondere die Möglichkeit eigene Pizzen zu erstellen sei sehr unterhaltsam.
Die Qualität der Grafik wurde trotz ihres Charmes als eher durchschnittlich bewertet. Die Ladezeiten, wenn das Spiel von Diskette gespielt wird, wurden außerdem als „schrecklich“ empfunden. Die Animationen seien zudem etwas ruckelig. Teilweise wurde zudem der Schwierigkeitsgrad als zu hoch bewertet, was zu einer langen Anlaufphase führe, bis die Möglichkeiten des Spiels sich dem Spieler eröffneten.

## Kopierschutz
Manche Funktionen des Spiels, wie der Kontakt zu Immobilienmaklern, Behörden oder der Mafia, sind nur per Telefon möglich. Die zugehörigen Nummern sind im Spiel selbst nicht hinterlegt, sondern liegen in gedruckter Form als eine Art Telefonbuch bei. Ohne die Beilage war es daher nahezu unmöglich im Spiel erfolgreich zu sein. Einmal genutzte Nummern werden vom Programm jedoch gespeichert.
Ein weiterer raffinierter Kopierschutz stellt das Kochbuch dar, welches ebenfalls als Beilage mitgeliefert wurde. Dieses beschreibt die Standardpizzen in Form eines echten Rezeptbuches. Laut der Anleitung sollten mindestens vier Pizzen aus dem Kochbuch nachgebildet werden, damit sich Umsätze einstellen.

## Nachfolger
Das im Jahr 1999 veröffentlichte Pizza Syndicate wurde zwar als Nachfolger von Pizza Connection angekündigt, wich aber in der Präsentation deutlich von diesem ab und wird rückblickend eher als Spin-Off betrachtet. Im Jahr 2001 erschien der offizielle Nachfolger Pizza Connection 2. 2018 erschien schließlich Pizza Connection 3 bei Assemble Entertainment.